# Linia śniegu

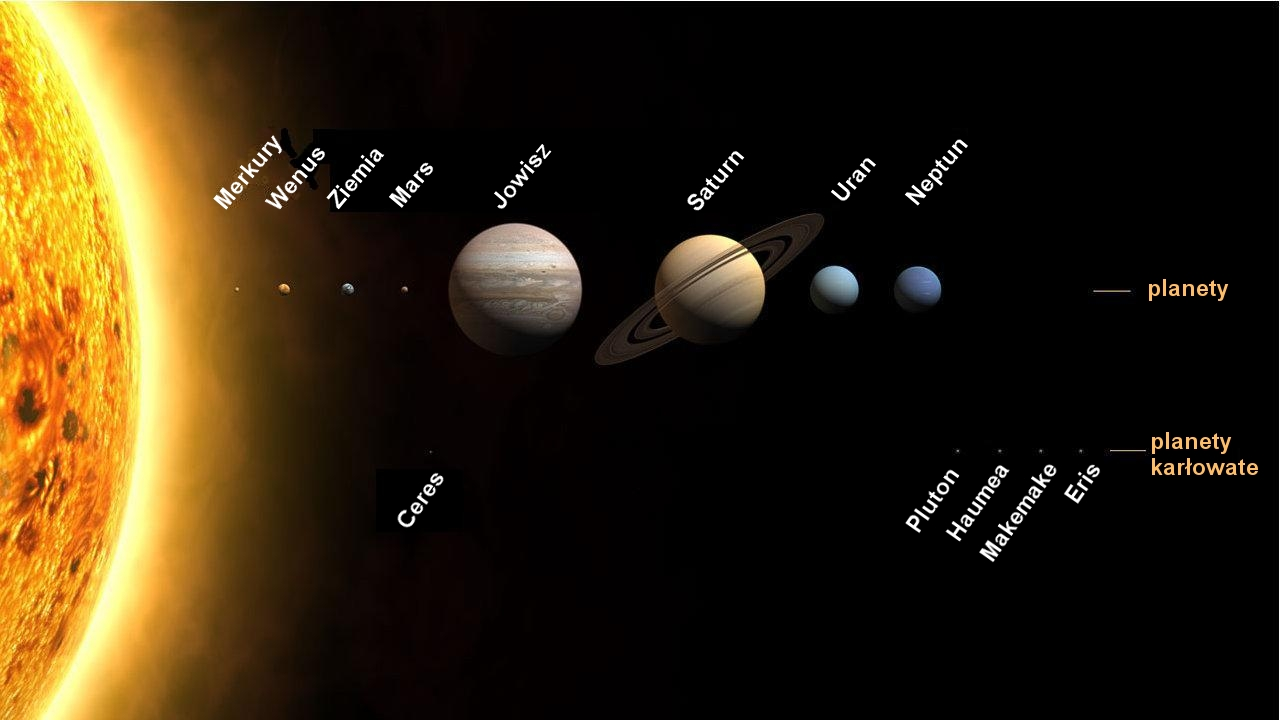
Układ Słoneczny. Za linią śniegu znajdują się gazowe olbrzymy (wielkości w skali, odległości nie zachowują skali).

Linia śniegu – odległość od protogwiazdy, poza którą dysk protoplanetarny jest w czasie formowania się planet na tyle chłodny, że następuje zestalenie wody, a także innych substancji lotnych.  Zgodnie z jedną z hipotez dotyczących tworzenia się planet, przed linią śniegu promieniowanie gwiazdy wymiata dużą część substancji gazowych i w obszarze tym powstają planety skaliste. 

## Definicja
Odległość od protogwiazdy, poza którą dysk protoplanetarny jest w czasie formowania się planet na tyle chłodny, że następuje zestalenie wody, a także innych substancji lotnych, w tym amoniaku i metanu. Temperatura linii śniegu wynosi około 150 K (ok. −120 °C), a jej dokładna wartość zależy od gęstości dysku protoplanetarnego i rozważanej substancji. Dla różnych substancji lotnych można rozważać kilka „linii śniegu”, w związku z ich różnymi temperaturami zestalania. Najbliżej gwiazdy powstają ziarna lodu wodnego, w większej odległości kondensuje kolejno: dwutlenek węgla, metan i tlenek węgla.

## Znaczenie
Zgodnie z jedną z hipotez dotyczących tworzenia się planet, przed linią śniegu promieniowanie gwiazdy wymiata dużą część substancji gazowych i w obszarze tym powstają planety skaliste. Poza linią śniegu materia gazowa ulega zestaleniu, a gęstość powstających ziaren lodu jest szczególnie duża tuż po przekroczeniu granicy kondensacji. Ziarna lodu wraz z krzemianami i metalami tworzą jądra protoplanet, a po rozgrzaniu – atmosferę. W obszarze bliskim linii śniegu ilość lodu wodno-amoniakalno-metanowego jest tak duża, że powstają planety typu gazowych olbrzymów.
W Układzie Słonecznym linia śniegu (wyznaczona przez kondensację wody) znajduje się w odległości ok. 5 j.a. od Słońca. Pierwszy i największy gazowy olbrzym, Jowisz znajduje się zaraz za nią (średnio ok. 5,2 j.a. od Słońca). Dla porównania, linia kondensacji tlenku węgla przebiega w pobliżu orbity Neptuna.
Określenie „linia śniegu” wywodzi się z używanego w glacjologii terminu linia wiecznego śniegu.

## Poza Układem Słonecznym

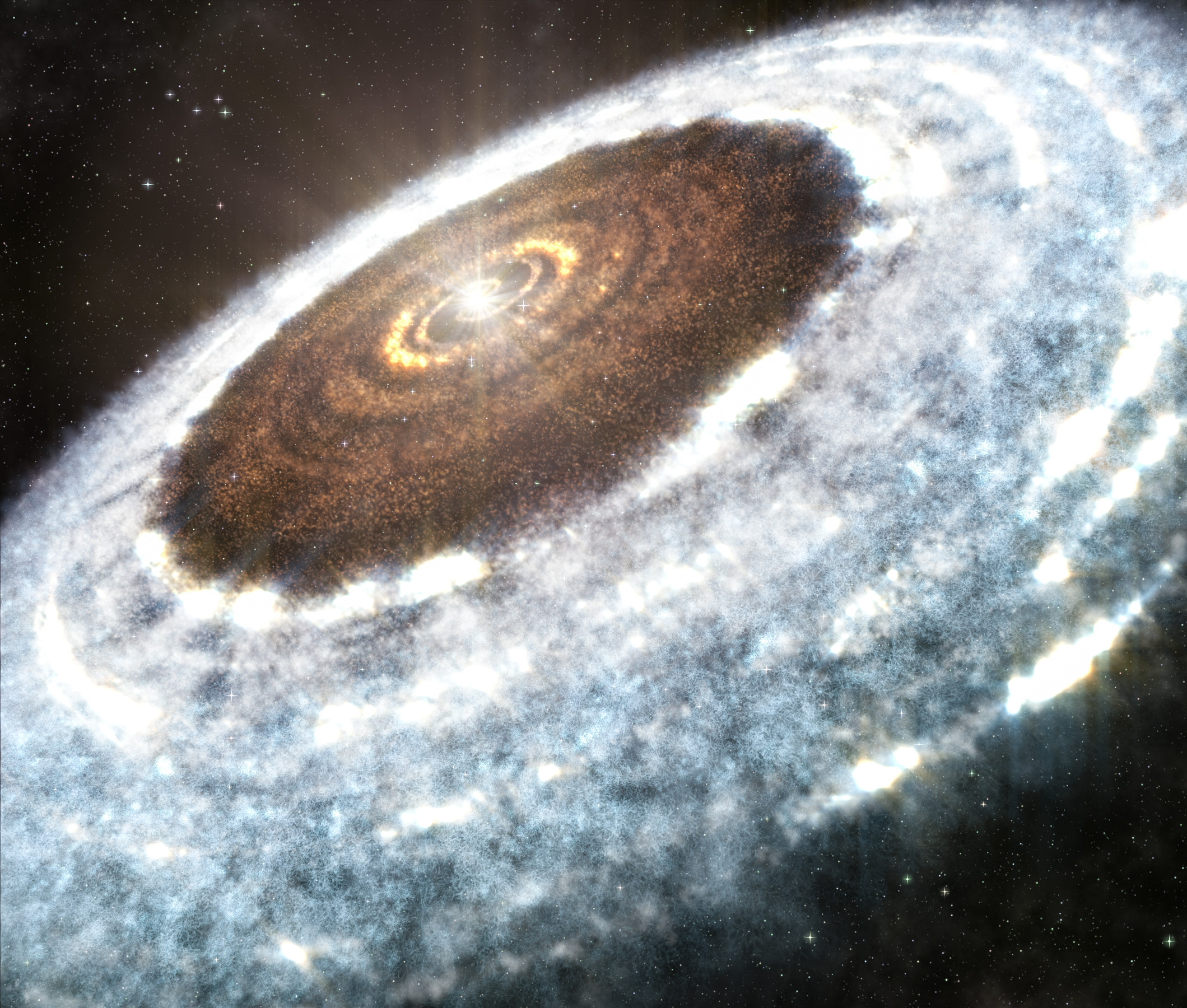
Wyobrażenie linii śniegu wokół V883 Ori

Wokół młodej gwiazdy TW Hydrae znajduje się dysk protoplanetarny, w którym dzięki Atacama Large Millimeter Array (ALMA) udało się uzyskać dokładny obraz linii śniegu związanej z kondensacją tlenku węgla. Było to możliwe dzięki temu, że gazowy tlenek węgla niszczy molekuły N2H+, które są dobrze widoczne w milimetrowej części widma. Były one widoczne w dysku tam, gdzie tlenek węgla skondensował do postaci stałej.
Nagłe pojaśnienie protogwiazdy, związane z akrecją dużej ilości materii, może spowodować znaczne przesunięcie linii śniegu. Takie zdarzenie zostało zaobserwowane w dysku wokół V883 Orionis, w którym rozbłysk odsunął linię śniegu związaną z kondensacją wody na odległość ~40 au, pozwalając na jej zarejestrowanie przez sieć ALMA.